# Limnonectes nitidus
Limnonectes nitidus är en groddjursart som först beskrevs av Norman Smedley 1932.  Limnonectes nitidus ingår i släktet Limnonectes och familjen Dicroglossidae. IUCN kategoriserar arten globalt som starkt hotad. Inga underarter finns listade i Catalogue of Life.